# Stechiometrie

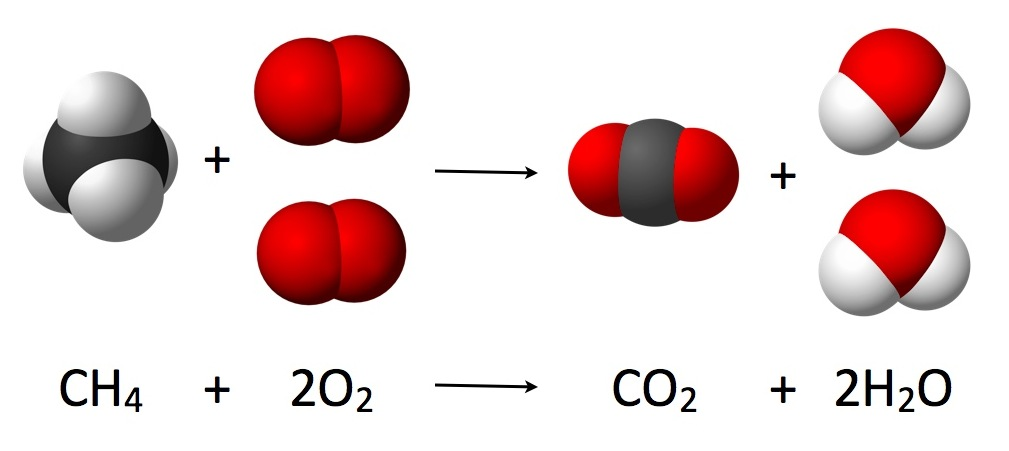
Schéma reakce metanu s kyslíkem za vzniku oxidu uhličitého a vody. Rovnice je vyčíslena tak, aby odpovídala kvantitativním zákonitostem – stechiometrii.

Stechiometrie je část chemie zabývající se kvantitativními zákonitostmi při chemických reakcích a používá výpočty založené na chemických vzorcích a rovnicích. Jednodušeji řečeno, stechiometrie se zabývá výpočtem relativních množství reaktantů a produktů v chemických reakcích.
Stechiometrie je založena na zákonu zachování hmotnosti, který říká, že celková hmotnost výchozích reaktantů se rovná celkové hmotnosti produktů. To znamená, že pokud je známo množství jednotlivých výchozích reaktantů, lze vypočítat množství produktů. A naopak ze známého množství produktů lze vypočítat množství výchozích reaktantů.
Výsledkem popisu chemické reakce pomocí stechiometrie je chemická rovnice, která vyjadřuje množství výchozích reaktantů a vznikajících produktů ve správném poměru.
Kompoziční stechiometrie stanovuje hmotnostní poměry v reakci popsané vyváženou rovnicí. Využívá k tomu známý vztah molární hmotnosti k relativní atomové hmotnosti.
Plynová stechiometrie se zabývá reakcemi plynů, při kterých je třeba zohlednit také teplo, tlak a objem.

## Základní zákony stechiometrie

### Zákon zachování hmoty
Zákon zachování hmoty (Lomonosovův–Lavoisierův zákon) říká, že v chemických reakcích se celková hmotnost zúčastněných látek nemění. Přesněji, že v uzavřené soustavě se součet hmotností látek, které vstupují do reakce, rovná součtu hmotností látek, které reakcí vznikají.
Zákon zachování hmotnosti jako první definoval ruský chemik Michail Vasiljevič Lomonosov roku 1758 a nezávisle na něm francouzský chemik Antoine Laurent Lavoisier v letech 1774–1777.

### Zákon konstantních proporcí
Zákon konstantních proporcí říká, že prvky v určité chemické sloučenině se vždy vyskytují ve stejném hmotnostním poměru. Hmotnostní poměr například v chloridu sodném je vždy 39 % sodíku a 61 % chloru.
Toto pravidlo bylo formulované Josephem-Louisem Proustem v roce 1797 a nazývá se tak Proustův zákon. Tento zákon se stal výchozím bodem vývoje stechiometrie.

### Zákon více proporcí
Zákon více proporcí říká, že pokud dva prvky mohou tvořit různé chemické sloučeniny, hmotnosti jednoho prvku, které se kombinují s konstantní hmotností druhého prvku, jsou vždy v poměru malých celých čísel. Tento zákon formuloval John Dalton v roce 1808 na základě zákona konstantních proporcí.

## Stechiometrický koeficient a poměr

### Stechiometrický koeficient
Stechiometrické koeficienty jsou čísla, která vyčíslují chemické rovnice v poměru hmotností reaktantů a produktů. Jinými slovy, stechiometrické koeficienty určují poměry chemických látek v chemické reakci – relativní množství reaktantů a produktů.

### Stechiometrický poměr
Stechiometrický poměr (stechiometrický faktor nebo molární poměr) je poměr látek vstupujících a vznikajících při chemické reakci. Molární poměr lze použít pro převádění mezi různými chemickými veličinami.

## Vyčíslení chemické reakce
Vyčíslení chemické reakce znamená doplnění stechiometrických koeficientů a tím získání stechiometrického poměru látek v chemické rovnici. Příklad vyčíslení reakce dusíku s vodíkem za vzniku amoniaku:
N2 + H2 → NH3
Na levé straně chemické rovnice jsou dva atomy dusíku N a na pravé straně rovnice je pouze jeden atom dusíku.
Na pravou stranu chemické rovnice se proto před NH3 doplní stechiometrický koeficient 2:
N2 + H2 → 2 NH3
Na levé straně chemické rovnice jsou dva atomy vodíku a na pravé straně šest atomů vodíku.
Před vzorec H2 se proto doplní stechiometrický koeficient 3.
N2 + 3 H2 → 2 NH3
Číslo 3 před H2 a číslo 2 před NH3 jsou stechiometrické koeficienty (stechiometrický koeficient 1 před N2 se neuvádí).
Stechiometrický poměr mezi reaktanty a produkty je tedy 1 : 3 : 2.